# Tandsköterska
En tandsköterska arbetar med tandvård, förebyggande tandvård och tandhälsoinformation. I samband med behandlingar assisterar tandsköterskan en tandläkare. Tandsköterskan kan även assistera en tandläkare vid oralkirurgi.
I USA kallas tandsköterskan för dental assistant, men i bland annat Storbritannien för dental nurse. Under yrkesutövningen används särskilda arbetskläder, som av hygienskäl ska bestå av kortärmad överdel, t ex blus, skjorta eller bussarong och byxor samt i vissa fall förkläde ().

## Sverige
Tandsköterska är inte ett legitimationsyrke i Sverige. Tidigare var utbildningen gymnasial, och kunde väljas som gren på vårdlinjen och senare omvårdnadsprogrammet. Därefter lades den gymnasiala utbildningen ned under 1990-talet, och under några år examinerades inga nya tandsköterskor. 
Idag erbjuds tandsköterskeutbildningar inom ramen för yrkeshögskolan på ett flertal platser i landet. Utbildningen är i allmänhet mellan ett 1,5 och 2 år och kräver fullgjort treårigt gymnasium.
Tandsköterska är ingen skyddad yrkestitel och i Sverige arbetar många som tandsköterskor utan formell utbildning, de har istället lärts upp på arbetsplatsen. Svenska Tandsköterskeförbundet har lobbat för få fram en skyddad yrkestitel men utan framgång. Istället utfärdar nu Svenska Tandsköterskeförbundet certifikat för de tandsköterskor som genomgått en MYH-utbildning 325 YH poäng, enligt den nationella utbildningsplanen för tandsköterskor. Sedan år 2020 certifieras även tandsköterskor med äldre adekvat utbildning.